# NGC 3950
NGC 3950 ist eine elliptische Zwerggalaxie vom Hubble-Typ E0 im Sternbild Großer Bär. Sie ist schätzungsweise 1,0 Milliarden Lichtjahre von der Milchstraße entfernt und hat einen Durchmesser von etwa 90.000 Lichtjahren.
Das Objekt wurde am 27. April 1875 von Lawrence Parsons entdeckt.